# 政府果川厅舍站
政府果川廳舍站（：／ Jeongbu-gwacheon-cheongsa yeok */?）是首都圈电铁4号线沿線的一座地下車站，位於韓國京畿道果川市別陽洞與中央洞的邊界。

## 車站結構
站體為2面2線側式月台的地下車站，候車月台設有月台幕門，並有11處出口。

### 月台配置
| ↑ 果川   |
| \| ２    |
| 仁德院 ↓ |

| 月台 | 路線             | 目的地                 |
| ---- | ---------------- | ---------------------- |
| １   | ●首都圈电铁4号线 | 舍堂、首爾站、堂嶺方向 |
| ２   | ●首都圈电铁4号线 | 衿井、安山、烏耳島方向 |

## 歷史
- 1994年4月1日：果川線第2綜合廳舍站（제2종합청사역）落成啟用。
- 1998年5月15日：改名為政府果川廳舍站（정부과천청사역）。
- 2009年12月1日：鐵道乘車券終端機拆去。
- 2013年7月1日：裝設月台門。

## 車站周邊
- 政府果川廳舍（朝鲜语：정부과천청사）
- 果川警察署
- 果川消防署
- 果川市政府
- 果川市民會館（朝鲜语：과천시민회관）
- 果川綜合社會福祉館
- 國史編纂委員會
- 中央選舉管理委員會
- E-mart果川店
- Kolon集團（朝鲜语：코오롱그룹）總部大廈

## 圖片

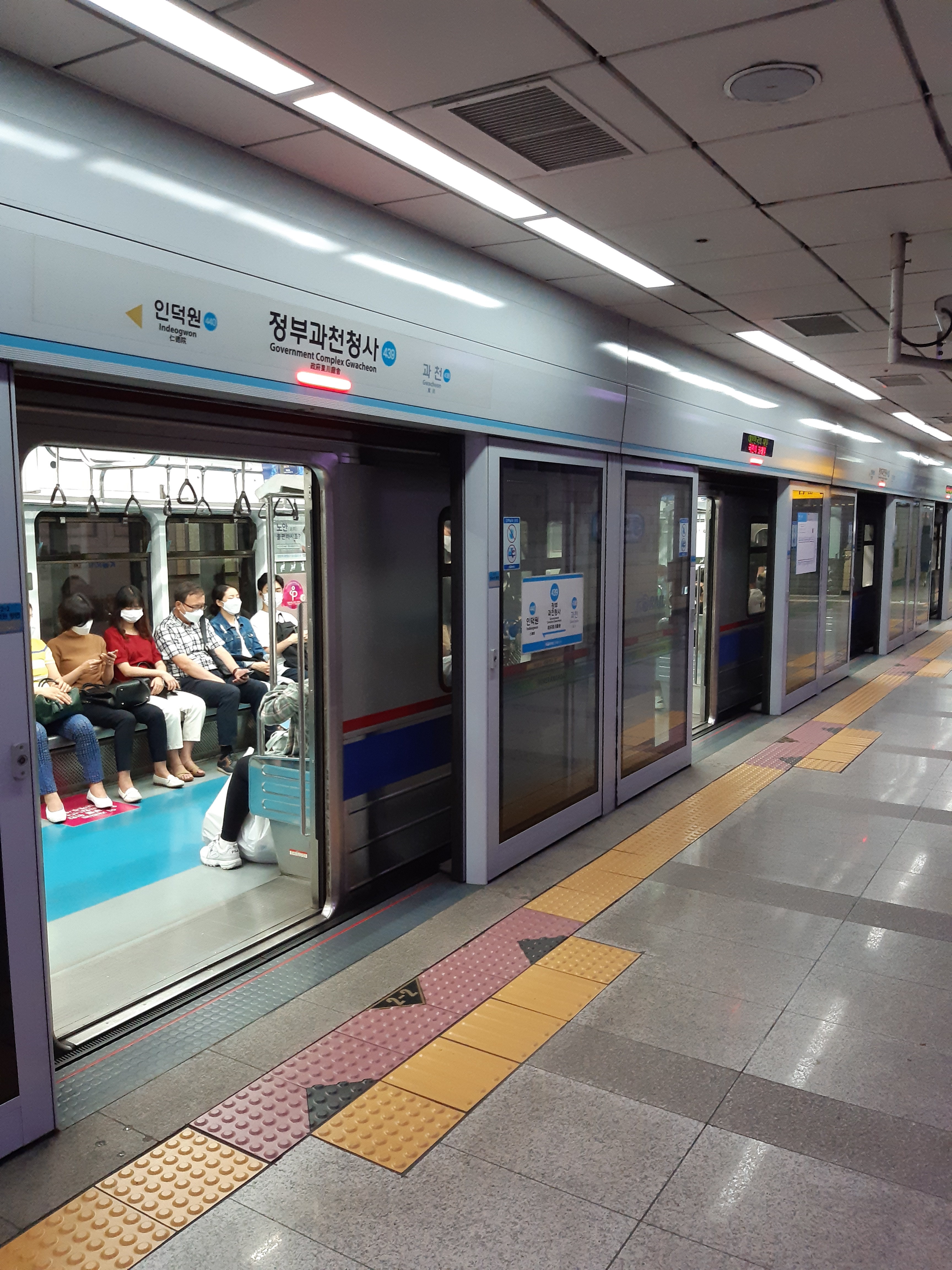
候車月台
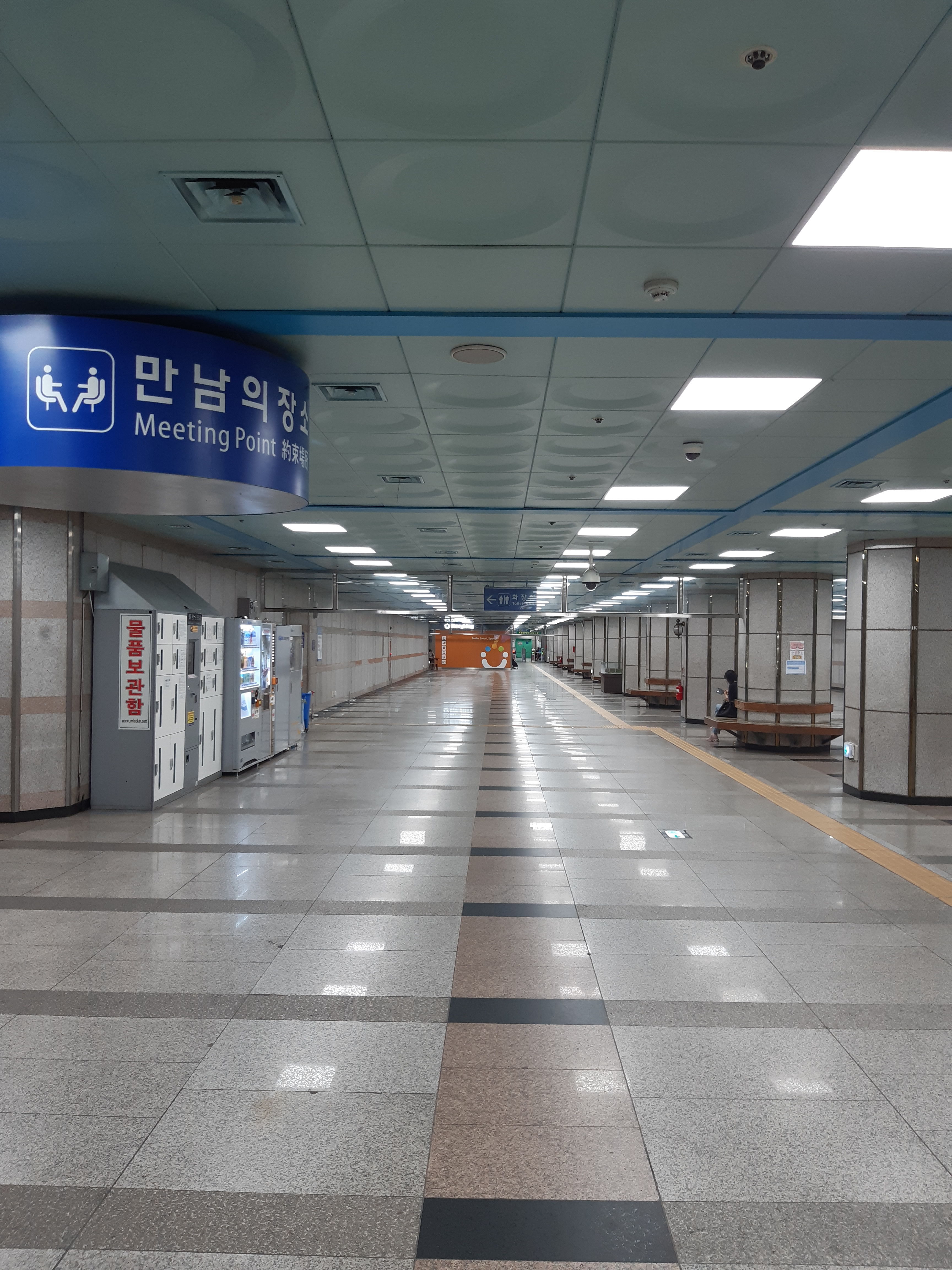
車站通道

## 相鄰車站
韓國鐵道公社
●首都圈电铁4号线
急行、緩行
果川（438）－政府果川廳舍（439）－仁德院（440）